# Liste von Brunnen in Nürnberg

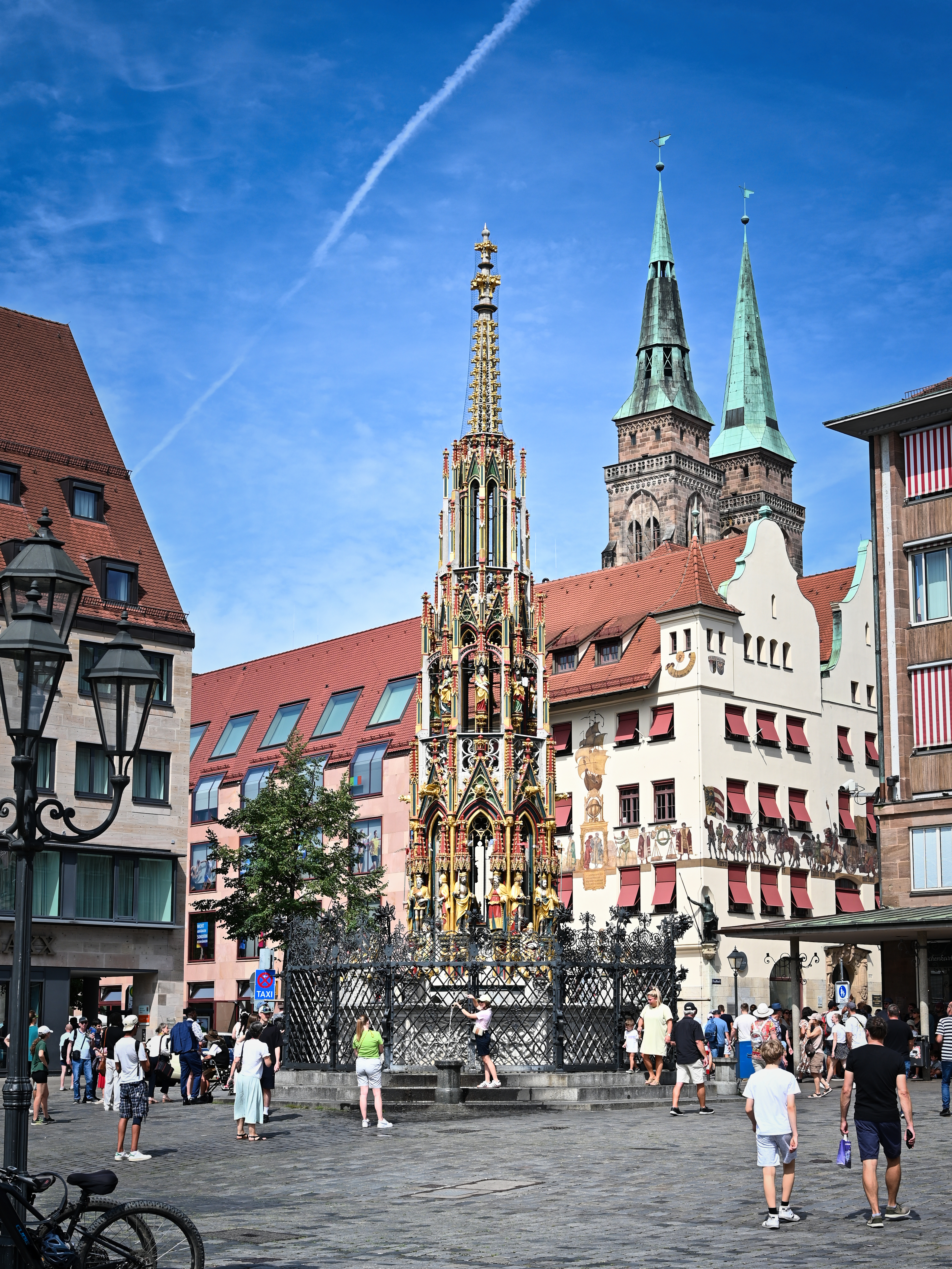
Schöner Brunnen

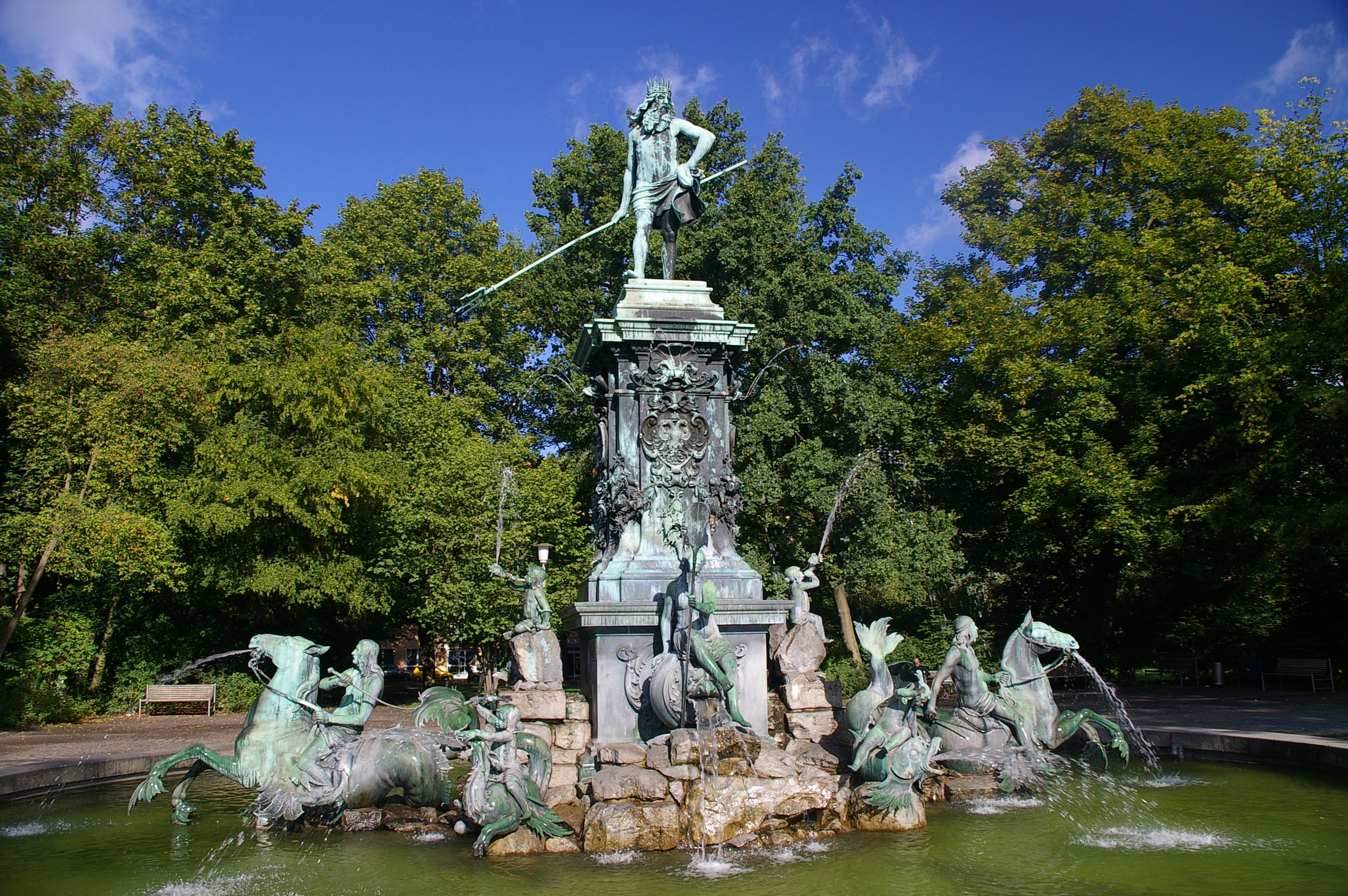
Neptunbrunnen

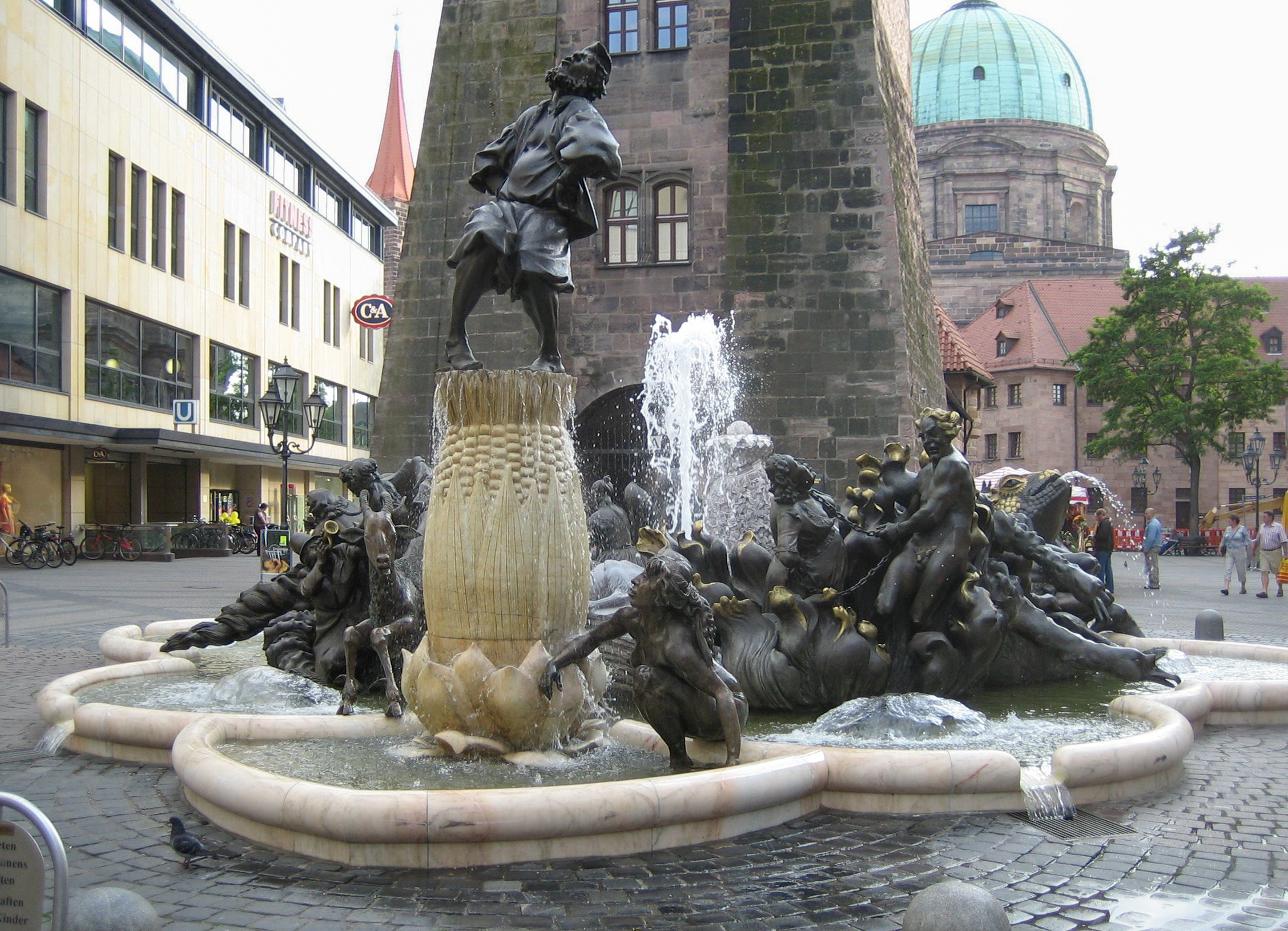
Ehekarussell

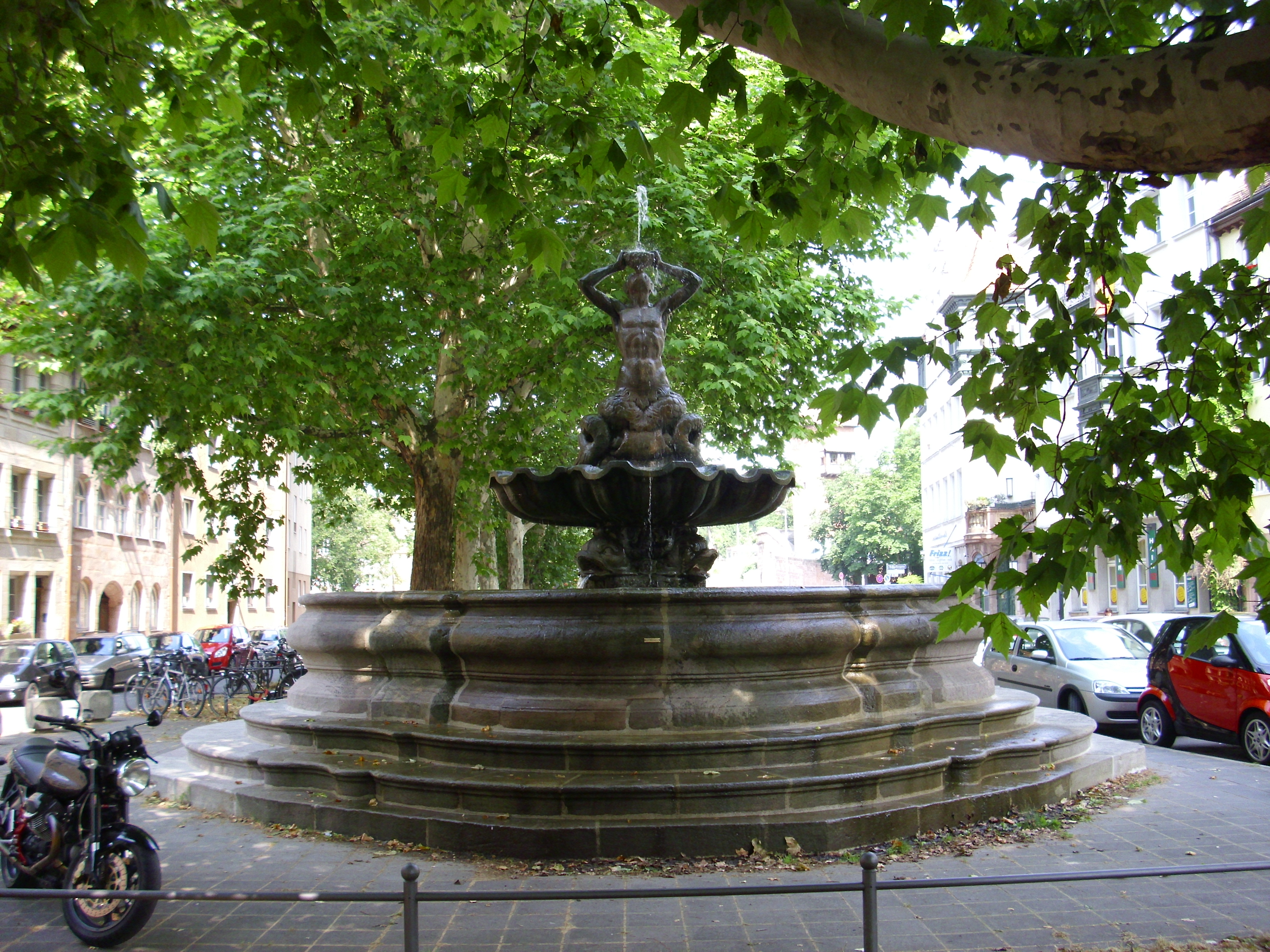
Tritonbrunnen

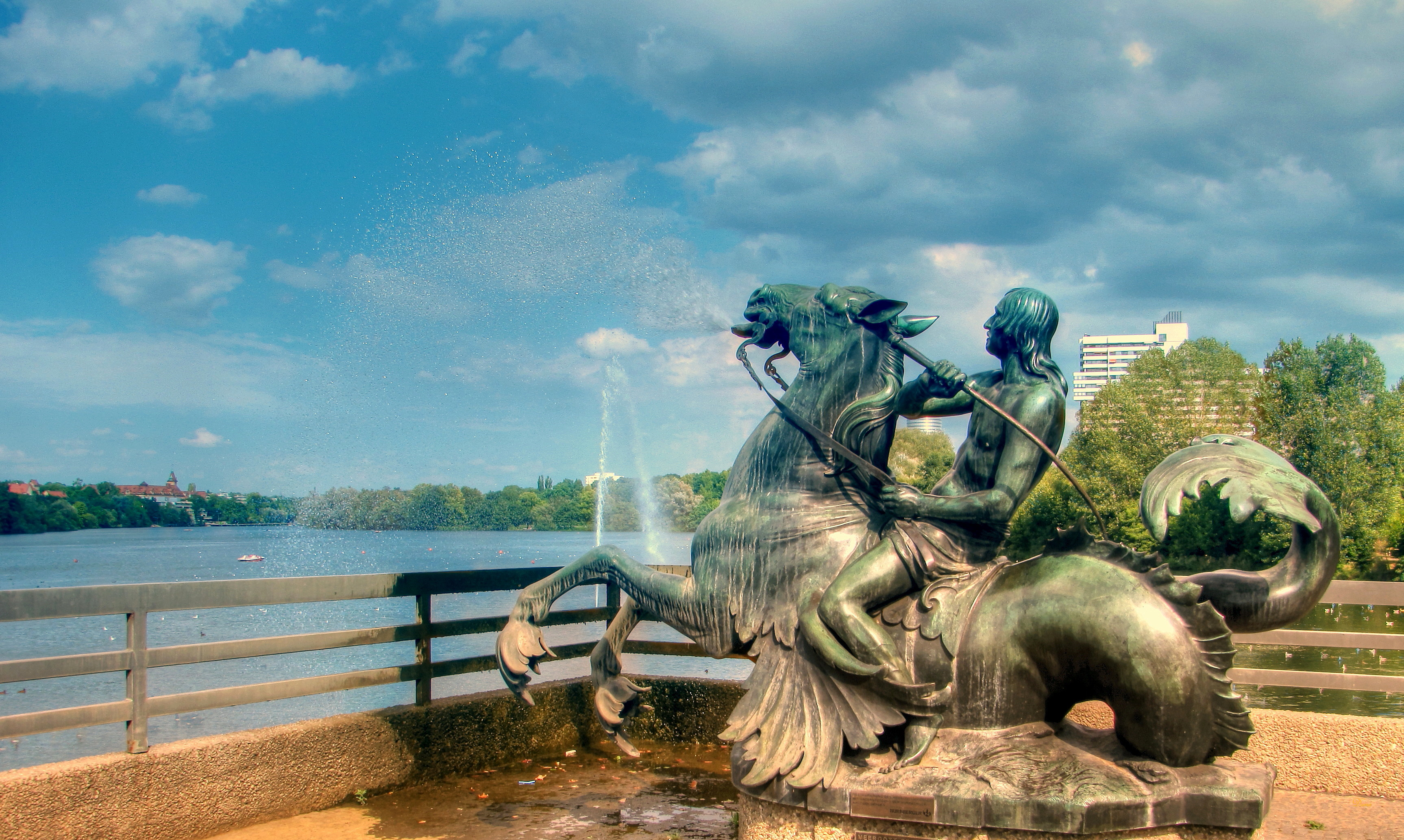
Meergottbrunnen

Dies ist eine Liste von Brunnen in Nürnberg.

## Geschichte
Bis in die Gegenwart wurden als die Stadt belebende Elemente künstlerisch gestaltete Brunnen angelegt. Der im Historismus völlig erneuerte Schöne Brunnen auf dem Hauptmarkt wurde ursprünglich im 14. Jahrhundert errichtet.
1821 wurde der Albrecht-Dürer-Brunnen am Maxplatz nach Entwurf von Carl Alexander von Heideloff in klassizistischen Formen geschaffen; er ist zugleich ein Denkmal für Willibald Pirckheimer.
Einer der jüngsten Brunnen in Nürnbergs Stadtgeschichte ist der 1984 auf dem Platz vor dem Weißen Turm aufgestellte Brunnen Ehekarussell, der größte Figurenbrunnen Europas aus dem 20. Jahrhundert.

## Liste von Brunnen in Nürnberg (Auswahl)
- Apollobrunnen, Pellerhaus (Original im Fembohaus)
- Armbrustschützenbrunnen / Schnepperschützenbrunnen, Hallerwiese
- Bärenbrunnen, Platnersberg
- Burgschmietbrunnen, Burgschmietstraße
- Dudelsackpfeiferbrunnen, Unschlittplatz
- Dürer-Pirckheimer-Brunnen, Maxplatz
- Ehekarussell, eigentlich Hans-Sachs-Brunnen (20. Jahrhundert)
- Erosfontäne/Putto-Löwen-Brunnen, Johannisstraße 13
- Fischebrunnen (Wandbrunnen 1950er Jahre), Fünferplatz
- Fleischhauerbrünnlein, Hauptmarkt 1
- Gänsemännchenbrunnen, von Pankraz Labenwolf, am Rathaus
- Geiersbrunnen, Geierberg 16
- Gliederpuppenbrunnen in der Schützenstraße, gegenüber Spielplatz Ecke Holzstraße (Bleiweißviertel)
- Gockelreiterbrünnchen, Karlstraße 13
- Große Brunnenanlage/Wasserorgel, Heinrich-Böll-Platz
- Grübelsbrünnlein, Innerer Laufer Platz 11
- Hanselbrunnen, Heilig-Geist-Spital (nördlicher Hof)
- Hennenbrunnen, an der Mauthalle
- Hiserlein-Brunnen, Unschlittplatz 7a
- Hofbrunnen, Weißgerbergasse 35
- Knöpfleinsbrunnen (20. Jahrhundert) Ludwigsplatz
- Kugelbrunnen, Hauptmarkt-Südseite
- Kunstbrunnen, Stephanstraße (1881, August von Kreling)
- Liegende (Mögeldorfer Plärrer)
- Löwenbrunnen, Jakobsplatz
- Ludwig-Eisenbahn-Brunnen, Fürther Straße
- Mauritiusbrünnlein, Theresienstraße 7
- Meergottbrunnen/Triton, Adenauerbrücke
- Minnesängerbrunnen, Rosenaupark
- Narrenschiffbrunnen
- Neptunbrunnen, Stadtpark, vormals Hauptmarkt
- Norisbrunnen, Archivpark
- Nymphenbrunnen, (1895, Fritz Radow) Aufseßplatz
- Peter-Henlein-Brunnen, Hefnersplatz
- Plärrerfontäne, Am Plärrer
- Pomonabrunnen, Sandreuthstrasse 21, 1914 von Philipp Kittler, fünfeckiges Bassin, umgeben von Postamenten mit Figurendarstellungen der Pomona und Putten. Die Brunnenanlage aus Muschelkalk ist eine Denkmalanlage zur Vollendung der Wasserwerke Nürnberg. Sie stand ehemals am Eingang zum Wasserstollen am Schmausenbuck und wurde bei der Neuanlage des Nürnberger Tiergartens entfernt. 1979 wurde die Anlage am Eingang zum Gaswerk aufgestellt.
- Rathausbrunnen (Puttenbrunnen), großer Rathaushof
- Schalenbrunnen, Südseite Fleischbrücke
- Schillerbrunnen, Stadtpark
- Schöner Brunnen, spätmittelalterlicher Brunnen am Hauptmarkt
- Schützenbrünnlein [3], (auch Schnepperschützenbrunnen) auf der Hallerwiese
- Abstrakter Brunnen („Stockzahn“) 1970 von Josef Gollwitzer,[1] Spitalgasse
- Teufelsbrünnlein, Lorenzer Platz
- Tiefer Brunnen, Burg
- Tritonbrunnen, Maxplatz
- Tugendbrunnen, Lorenzer Platz
- Vater-und-Sohn-Brunnen, Matthäus-Hermann-Platz
- Vier-Jahreszeiten-Brunnen, Johannisstraße 19
- Wasserspiele im Hesperidengarten, Johannisstraße 47|
- Wasserspiel im Wöhrder See (Fontäne), Adenauerbrücke